# なっちゃん家
『なっちゃん家』（なっちゃんち）は、テレビ朝日系列で放映された土曜深夜（ウイークエンドドラマ枠）のテレビドラマ。ホラードラマで幽霊や心霊などは一切出ず、人間が持つ恐怖を描いた作品で、ストーリーは一話完結となっている。2005年現在DVD化されていない。
放映期間は1998年10月3日から同年12月19日。

## スタッフ
- 脚本：高橋ナツコ、横谷まさひろ、羽原大介、樫田正剛
- 演出：片岡K、舞原賢三、三木康一郎、篠原哲雄、行定勲、中嶋豪、及川中、佐藤信介、徳市敏之
- 主題歌：エリーシャ・ラヴァーン「Broken Heart」[1]
- 音楽協力：テレビ朝日ミュージック[1]
- 制作協力：アミューズ[1]
- 制作：SUPLEX INC.[1]

## 放送リスト・出演者
サブタイトルは全て『なっちゃん家の〇〇（〇〇の部分は物語の重要なキーワード）』で統一されている。
- 第1話 「なっちゃん家のお人形」（1998年10月03日）
  - 出演：神田うの、田口トモロヲ、草村礼子、栗山千明ほか
- 第2話 「なっちゃん家の天井」（1998年10月10日）
  - 出演：木村優希、窪塚洋介、桃生亜希子、ミッキー・カーチスほか
- 第3話 「なっちゃん家の電話」（1998年10月17日）
  - 出演：あかぎあい、竹井みどり、木村靖司ほか
- 第4話 「なっちゃん家の物置」（1998年10月24日）
  - 出演：浜丘麻矢、小日向文世、大島蓉子、並木史朗、本仮屋ユイカほか
- 第5話 「なっちゃん家のお客さん」（1998年10月31日）
  - 出演：今村雅美、田中泰二郎、山中聡ほか
- 第6話 「なっちゃん家のへそのお」（1998年11月07日）
  - 出演：東野佑美、宮田早苗、竹沢一馬、松嶋尚美ほか
- 第7話 「なっちゃん家の鏡」（1998年11月14日）
  - 出演：岡本綾、中村久美、光石研、高橋一生ほか
- 第8話 「なっちゃん家の壁の穴」（1998年11月21日）
  - 出演：栗林みえ、嘉門洋子、小川美那子ほか
- 第9話 「なっちゃん家のおばあちゃん」（1998年11月28日）
  - 出演：戸田麻衣子、長内美那子、北村一輝、高木悠加
- 第10話 「なっちゃん家のアルバム」（1998年12月05日）
  - 出演：麻生久美子、土屋久美子、大久保貴光、内田春菊ほか
- 第11話 「なっちゃん家のおじさん」（1998年12月12日）
  - 出演：矢沢心、松重豊、野口雅弘、本仮屋ユイカほか
- 第12話 「なっちゃん家のクリスマス」（1998年12月19日）
  - 出演：黒坂真美、ベンガル、遠藤雅、七森美江ほか